# WinPlus
WinPlus, ursprünglich Plus, war ein plattformübergreifender Klon des Programms HyperCard, das es Anwendern ermöglichte, HyperCard-Stapel auf dem Apple Macintosh, Microsoft Windows und OS/2 Presentation Manager auszuführen.
Ursprünglich von Format Software GmbH (Köln, Deutschland) entwickelt, um die Defizite von HyperCard zu überwinden, wurde Plus 1989 für den Macintosh veröffentlicht und durch Olduvai vertrieben, mit der Zielgruppe fortgeschrittener HyperCard-Anwender. Unter den zahlreichen vielgewünschten Funktionen, die Plus bot, befanden sich Dokumenten-artige, in der Größe verstellbare und scrollbare Fenster, 8-Bit Farbunterstützung und die Möglichkeit, mit extern gespeicherten Grafikdateien zu arbeiten und sie anzuzeigen. Plus bot allerdings keine Unterstützung für Menüs in der Menüleiste oder das Speichern eines Stapels als selbständiges Programm, wie es das Konkurrenzprogramm SuperCard bot. Plus konnte auch HyperCard-Stapel direkt öffnen und ausführen und war dabei sogar minimal schneller als HyperCard selbst.
Die Portierung auf Presentation Manager (OS/2) und Microsoft Windows begann, als Spinnaker Software Plus kaufte. Es war der einzige HyperCard-Klon seiner Zeit, das es erlaubte, einen Stapel auf allen unterstützten Plattformen zu benutzen. Anfang 1994 wurde das Programm von der neugeformten Firma ObjectPlus gekauft und die Mac- und OS/2-Versionen aufgegeben zu Gunsten des signifikant überarbeiteten WinPlus 3.0. 1995 folgte Version 3.1. Zu dieser Zeit wurde das Produkt als Multimedia-System bezeichnet, entsprechend dem Nischenmarkt, auf den die meisten HyperCard-ähnlichen Systeme zielten.
Gegen 1991 lizenzierte Oracle WinPlus als Basis für Oracle Card und stellte es als Teil von "Oracle for Windows" vor, einer Kollektion von Client/Server Software zusammen mit einer Auswahl von Oracles existierenden textbasierten Datenbank-Klientenprogrammen. 1992 folgte eine Version 1.1. bei der Oracle Developers and Integrators Conference, und bald darauf auch eine Mac-Version. Später wurde OMO als Front-End für ein Datenbankgestütztes Mediensystem für interaktives Fernsehen verwendet, und der Name in Oracle Media Objects geändert. Als der Erfolg ausblieb, verschwand Oracle Media Objects in den späten 1990ern.